# 戶畑什錦麵

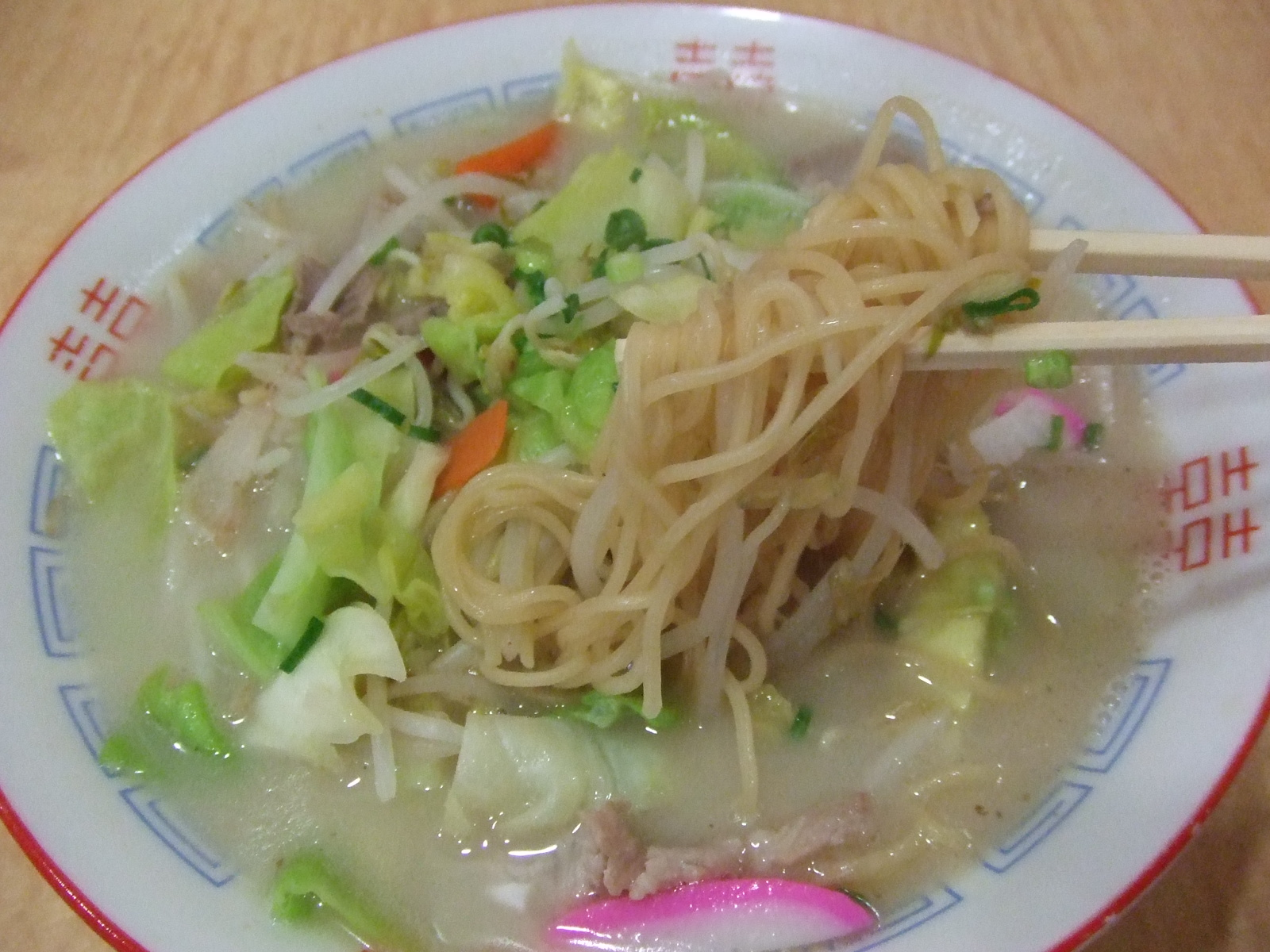
戶畑什錦麵

戶畑什錦麵（日语：戸畑ちゃんぽん/とばたちゃんぽん）乃是日本福岡縣北九州市戶畑區特產的什錦麵，這種雜燴麵食的特徵是採用較細的蒸麵條。

## 概要
1939年（昭和14年）田中勵夫受到八幡東區中國餐館老闆王福山的指導，採用蒸煮過的細麵條開發出新式強棒麵。第二次世界大戰結束後，第二代田中寶玉在戶畑區舊車站前開設田中製麵所，目前則由第三代繼續經營。與長崎什錦麵相較，田中家研發的麵條較細、顏色偏黃，而且烹調快速。至於配料則一樣是豬肉、包心菜，湯頭亦以豬骨熬製。JR戶畑車站附近商店街及鄰近街道的餐廳都吃得到戶畑什錦麵。

## 戶畑什錦麵名店會
2002年戶畑區區公所與當地餐廳組成了「戶畑什錦麵名店會」（日语：戸畑チャンポン名店会/とばたチャンポンめいてんかい），並出版什錦麵名店地圖散發給觀光客，這些餐廳門口也樹立了該團體自製的旗幟以供識別。

## 內部連結
- 強棒麵

## 外部連結
- （日語）田中製麵所
- （日語）北九州大辞典：リビング福岡・北九州